# Terminal (film 2018)
Terminal è un film del 2018 scritto e diretto da Vaughn Stein, al debutto alla regia, con protagonisti Margot Robbie, Simon Pegg, Dexter Fletcher, Max Irons e Mike Myers.

## Trama
Un uomo, tale Nigel Illing, si risveglia incatenato ad un letto: è prigioniero di una ragazza che lo ha catturato fingendosi una prostituta. Lei afferma di aver bisogno di una informazione da lui. Successivamente la ragazza si reca in un confessionale per avere un incontro con Mr. Franklyn, un potente criminale, offrendosi di lavorare per lui come sicario. L'uomo inizialmente rifiuta ma ella si offre di dimostrare il proprio talento dichiarando di poter uccidere i propri concorrenti entro due settimane, pena l'essere lei stessa uccisa. Mr. Franklyn accetta e subito dopo la ragazza gli chiede di trovare una persona per lei. In una tavola calda gestita da lei stessa, Vince ed Alf, due sicari, discutono di una offerta di lavoro ricevuta da Mr. Franklyn. Per accettare i due si devono recare in un night club dove la ragazza, che li lavora come spogliarellista facendosi chiamare "Bunny", consegna loro una valigia dentro cui si trova un messaggio audio nel quale Mr. Franklyn offre loro un lavoro, esigendo che i due si rechino in una stanza d'albergo e che lì rimangano in attesa dell'ordine di uccidere una persona che si troverà nella finestra di fronte alla loro. Oltre a ciò, il messaggio impone che uno ed uno solo dei due si rechi da Mr. Franklyn per un incontro, al quale si reca Vince.
Su una banchina di un terminale ferroviario un uomo, Bill, attende l'arrivo di un qualsiasi treno quando Clinton, il sorvegliante notturno, lo informa che il successivo sarebbe passato molto tempo dopo per poi suggerirgli di recarsi alla tavola calda della stazione, aperta 24 ore su 24. Qui Bill, malato terminale, instaura un dialogo surreale con la ragazza la quale prima lo incita a godersi gli ultimi giorni facendo qualsiasi cosa desideri per poi iniziare a discutere su quale sia il miglior metodo per suicidarsi. La ragazza conduce l'uomo ad un pozzo di aerazione in disuso, dove tenta di convincerlo a gettarvisi. L'uomo si infuria ed attacca verbalmente la ragazza che a quel punto viene da lui riconosciuta: è un'orfana la quale, finita in un istituto, ha subito abusi sessuali da Bill, suo insegnante. La ragazza colpisce Bill al collo e lo spinge nel baratro, per poi ringraziare Mr. Franklyn, che la assume.
La ragazza fa ascoltare ad Alf la registrazione della chiamata, nella quale Vince accetta di uccidere il collega in cambio del doppio del denaro già ricevuto per la missione. I due organizzano dunque una trappola per Vince ed Alf lo uccide. Il sorvegliante notturno giunge sul luogo e, ben pagato da Alf, ripulisce la stanza occultando il corpo. Poco dopo la ragazza uccide anche Alf e, con l'aiuto del sorvegliante, getta i due cadaveri nel pozzo. L'uomo si reca dunque in una stanza piena di monitor e, rimosso del pesante trucco ed una protesi dentale, si rivela essere lo stesso Mr. Franklyn.
Mentre lascia il luogo, l'uomo incontra le ragazze (scoprendo che sono due gemelle identiche) e le due lo stordiscono. Risvegliatosi, Mr. Franklyn viene da loro informato che esse sono le figlie di una donna che, sedotta e messa incinta da tale Clinton Sharp, un assassino, è stata da essa uccisa pochi anni dopo dallo stesso uomo quando l'ha visto compiere un omicidio. Egli ha infatti dato fuoco all'appartamento della donna usando una tanica di benzina. Lei è riuscita a mettere in salvo le figlie facendole passare attraverso le sbarre di una finestra troppo strette per lei e le bambine l'hanno vista morire bruciata. Anni dopo, esse riconobbero Clinton Sharp nel sorvegliante notturno riconoscendo il fischiettio da lui intonato mentre appiccava l'incendio. Le due, rivelatesi sue figlie lo uccidono lobotomizzandolo, per poi andarsene.

## Produzione
Il 12 febbraio 2016 viene annunciato il progetto, basato sulla sceneggiatura originale di Vaughn Stein, che curerà anche la regia, insieme al nome della protagonista Margot Robbie.
Le riprese del film sono iniziate nel maggio 2016 a Budapest.

## Promozione
Il primo teaser trailer del film viene diffuso il 21 marzo 2018.

## Distribuzione
La pellicola è stata distribuita nelle sale cinematografiche statunitensi a partire dall'11 maggio 2018, mentre in Italia è su Prime Video dal maggio 2021.